# Univerza Stanford
Univerza Stanford (polno ime v angleščini Leland Stanford Junior University) je ameriška zasebna univerza s sedežem v kraju Stanford v Silicijevi dolini, Kalifornija, ZDA.
Ustanovil jo je Leland Stanford. Njeni študenti so med drugim ustanovili podjetja Hewlett-Packard, Electronic Arts, Sun Microsystems, Nvidia, Yahoo!, Cisco Systems, Silicon Graphics in Google.
Stanford se redno uvršča v vrh šanghajske lestvice univerz, trenutno je uvrščena na drugo mesto med vsemi univerzami na svetu.